# Filips Theodoor van Waldeck-Eisenberg

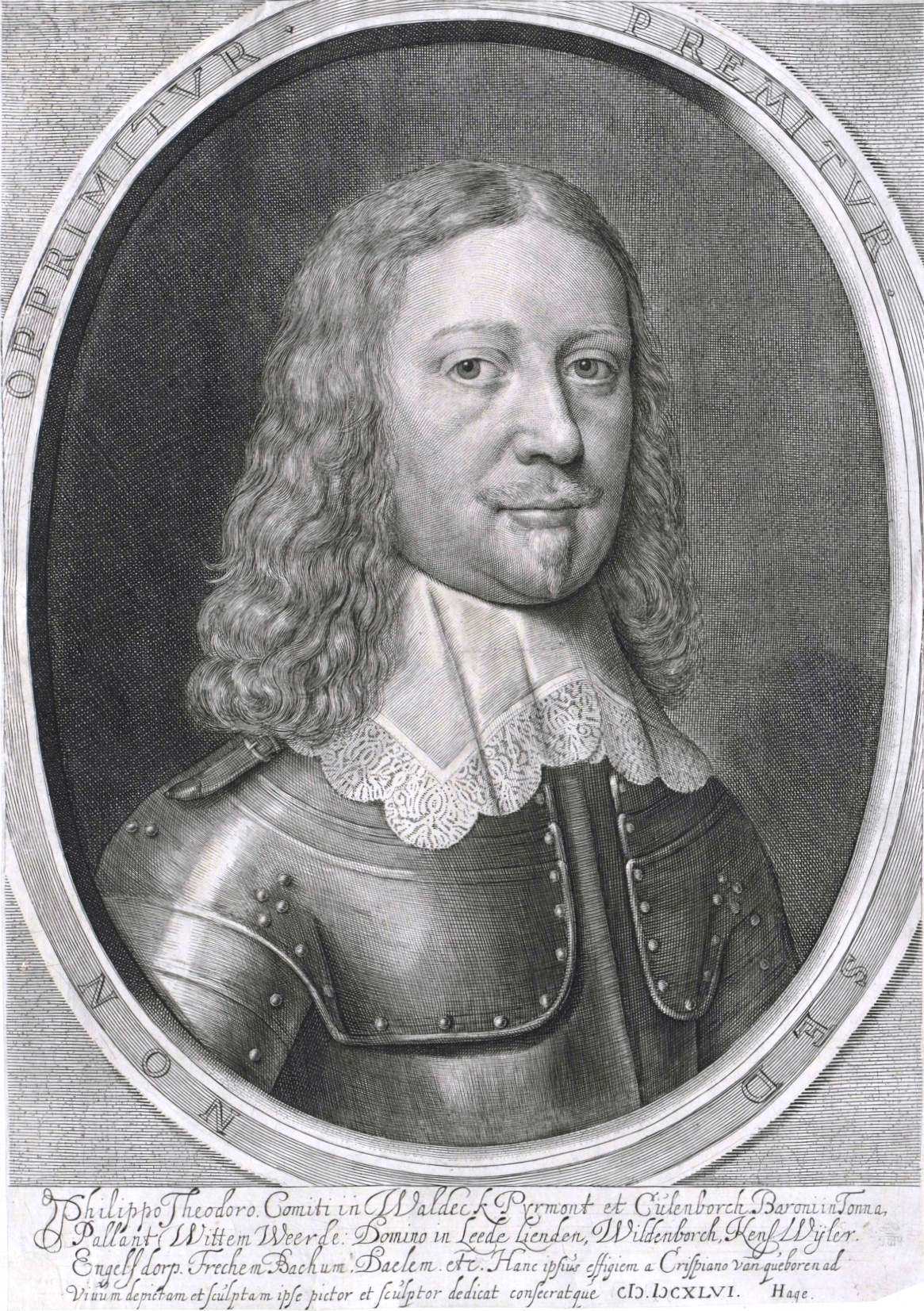
Philip Theodoor van Waldeck-Eisenberg

Filips Theodoor van Waldeck-Eisenberg (Arolsen, 2 november 1614 - Korbach, 7 december 1645) was sinds 1640 graaf van Waldeck-Eisenberg.

## Familie
Filips Theodoor was een zoon van graaf Wolraad IV van Waldeck-Eisenberg en Anna van Baden-Durlach, erfgename van het graafschap Culemborg en de heerlijkheden Wittem en de Werth. Hij huwde in 1639 te Culemborg met gravin Maria Magdalena van Nassau-Siegen. Uit dit huwelijk werden drie kinderen geboren, waaronder zijn opvolger Hendrik Wolraad. Een andere zoon, Floris Willem, overleed als kind. De dochter Amalia Katharina werd door haar huwelijk gravin van Erbach-Erbach.

## Leven
Middels de erfaanspraken van zijn moeder verwierf Filips Theodoor Kinzweiler, Engeldorf, Frechen und Bachem in de Eifel. Hij maakte verschillende reizen naar Frankrijk en Italië en stond een periode als militair in dienst van de Nederlanden.
In 1639 overleed graaf Floris II van Pallandt, eigenaar van het graafschap Culemborg en de heerlijkheden Wittem en Werth. Via zijn moeder erfde Filips Theodoor deze bezittingen. Na de dood van zijn vader in 1640 werd hij ook regerend graaf in Waldeck-Eisenberg. Na de dood van Christiaan Schenk van Tautenburg in 1640 kwam hij in het bezit van de heerlijkheid Tonna.
Hij resideerde deels in Eisenberg, deels in Culemborg. Over de bezittingen in de Eifel ontstonden langdurige juridische kwesties. Uiteindelijk werden de aanspraken van Waldeck afgekocht.